# Heinrich Haxthausen
Heinrich Haxthausen (auch Heinrich von Haxthausen; * 6. Februar 1624 in Trendelburg; † 5. Mai 1702 in Kassel) war ein deutscher Jurist, Politiker und Bürgermeister von Kassel.

## Leben
Haxthausen war der Sohn des Trendelburger Rentmeisters Georg Heinrich (von) Haxthausen (um 1585–1633) und dessen Ehefrau Gertrud Wetzell (um 1595–1621), der Tochter des Diakons Franz Wetzell in Grebenstein. Er heiratete 1639 in erster Ehe Katharina Siegfried gen. Becker, der Tochter des Amtmanns Johann Siegfried gen. Becker. Am 28. April 1651 heiratete er in Kassel in zweiter Ehe Maria Zobel (um 1626–1693), die Tochter des Bremer Bürgermeisters Johann Zobel.
Er studierte ab 1646 Rechtswissenschaften in Straßburg. Dort wurde er 1648 zum Dr. jur. promoviert. Er war Advokat an der Hanau-Rotenbergischen Kanzlei und ab 1649 in Kassel, wo er 1653 das Bürgerrecht erwarb. Dort war er 1658 bis 1659 Bürgermeister. Danach war er Regierungsrat und Konsistoralsyndikus und ab 1685 zugleich Vizekanzler der Universität Marburg mit Sitz in Kassel und Vizekanzler der Regierung in Kassel.

## Werke
- De constitutione, repetitione et privilegio dotis. Straßburg 1647.
- De executionibus tam in genere quam in specie. Straßburg 1648.